# Vicariato apostolico di Savannakhet
Il vicariato apostolico di Savannakhet (in latino: Vicariatus Apostolicus Savannakhetensis) è una sede della Chiesa cattolica in Laos immediatamente soggetta alla Santa Sede. Nel 2022 contava 12.342 battezzati su 1.525.000 abitanti. È retto dal vescovo Jean Marie Vianney Prida Inthirath.

## Territorio

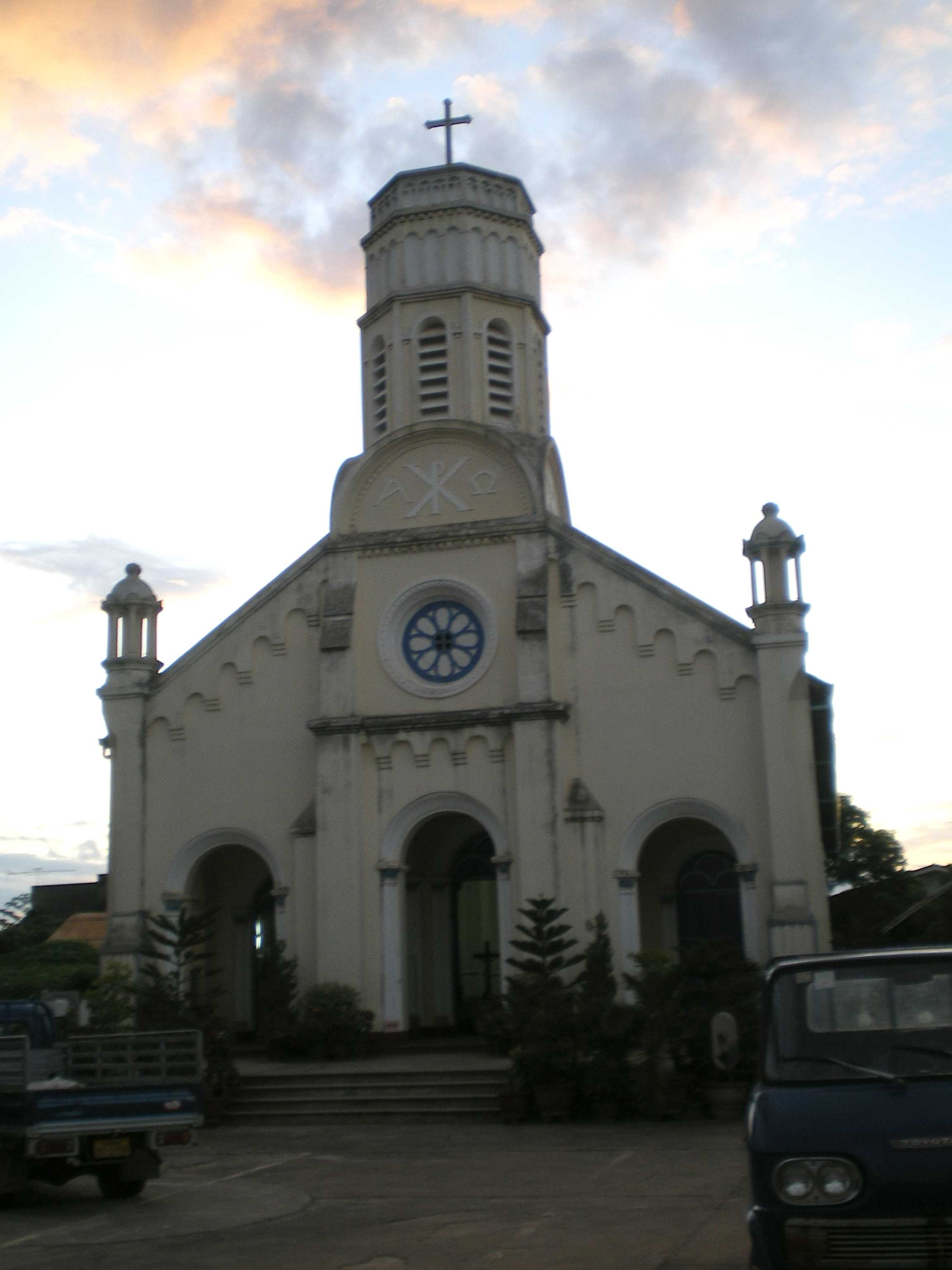
La concattedrale di Santa Teresa a Savannakhet.

Il vicariato apostolico comprende tre province laotiane: Savannakhet, Khammouan e Bolikhamxai.
Sede del vicariato è la città di Thakhek, dove si trova la cattedrale di San Luigi. A Savannakhet sorgono la concattedrale di Santa Teresa e il seminario maggiore interdiocesano per la formazione dei sacerdoti laotiani.
Il territorio è suddiviso in 42 parrocchie.

## Storia
La prefettura apostolica di Thakheh fu eretta il 21 dicembre 1950 con la bolla Maius sane catholicae di papa Pio XII, ricavandone il territorio dal vicariato apostolico del Laos (oggi arcidiocesi di Thare e Nonseng).
Il 4 aprile 1957 si ampliò con il territorio della provincia di Attapeu, già appartenuto al vicariato apostolico di Kontum (oggi diocesi) in Vietnam.
Il 24 febbraio 1958 la prefettura apostolica fu elevata a vicariato apostolico con la bolla Qui ad Ecclesiae dello stesso papa Pio XII.
Il 26 novembre 1963 ha assunto il nome attuale.
Il 12 giugno 1967 ha ceduto una porzione del suo territorio a vantaggio dell'erezione del vicariato apostolico di Paksé.

## Cronotassi dei vescovi
Si omettono i periodi di sede vacante non superiori ai 2 anni o non storicamente accertati.
- Jean-Rosière-Eugène Arnaud, M.E.P. † (17 luglio 1950 - 10 ottobre 1969 dimesso)
- Pierre-Antonio-Jean Bach, M.E.P. † (28 giugno 1971 - 10 luglio 1975 dimesso)
- Jean-Baptiste Outhay Thepmany † (10 luglio 1975 - 21 aprile 1997 dimesso)
- Jean Sommeng Vorachak † (21 aprile 1997 - 14 luglio 2009 deceduto)
- Jean Marie Vianney Prida Inthirath, dal 9 gennaio 2010

## Statistiche
Il vicariato apostolico nel 2022 su una popolazione di 1.525.000 persone contava 12.342 battezzati, corrispondenti allo 0,8% del totale.
| anno | popolazione | popolazione | popolazione | presbiteri | presbiteri | presbiteri | presbiteri                | diaconi | religiosi | religiosi | parrocchie |
| anno | battezzati  | totale      | %           | numero     | secolari   | regolari   | battezzati per presbitero | diaconi | uomini    | donne     | parrocchie |
| ---- | ----------- | ----------- | ----------- | ---------- | ---------- | ---------- | ------------------------- | ------- | --------- | --------- | ---------- |
| 1970 | 6.370       | 600.000     | 1,1         | 15         | 4          | 11         | 424                       |         | 11        |           |            |
| 1974 | 6.777       | 681.000     | 1,0         | 18         | 7          | 11         | 376                       |         | 11        | 51        | 16         |
| 1999 | 10.743      | 1.375.100   | 0,8         | 7          | 7          |            | 1.534                     |         |           | 34        | 52         |
| 2000 | 10.755      | 1.536.771   | 0,7         | 6          | 6          |            | 1.792                     |         |           | 39        | 54         |
| 2001 | 10.967      | 1.847.920   | 0,6         | 6          | 6          |            | 1.827                     |         |           | 40        | 54         |
| 2002 | 11.526      | 2.200.750   | 0,5         | 7          | 7          |            | 1.646                     |         |           | 40        | 54         |
| 2004 | 12.500      | 2.700.250   | 0,5         | 6          | 6          |            | 2.083                     |         |           | 47        | 54         |
| 2005 | 14.000      | 3.250.000   | 0,5         | 6          | 6          |            | 2.333                     |         |           | 50        | 54         |
| 2010 | 13.565      | 1.325.966   | 1,0         | 6          | 6          |            | 2.260                     |         |           | 53        | 49         |
| 2014 | 12.317      | 1.325.000   | 0,9         | 8          | 6          | 2          | 1.539                     |         | 3         | 46        | 43         |
| 2017 | 11.059      | 1.370.546   | 0,8         | 15         | 8          | 7          | 737                       |         | 10        | 48        | 44         |
| 2020 | 12.491      | 1.460.000   | 0,9         | 16         | 11         | 5          | 780                       |         | 5         | 49        | 42         |
| 2022 | 12.342      | 1.525.000   | 0,8         | 17         | 11         | 6          | 726                       |         | 6         | 48        | 42         |